# Cole Aldrich
Cole Aldrich (Burnsville, 31 de outubro de 1988) é um jogador norte-americano de basquete profissional.
Ele jogou basquete universitário pelo Kansas Jayhawks e foi selecionado pelo New Orleans Hornets com a 11° escolha geral no Draft da NBA de 2010. Ele começou sua carreira jogando pelo Oklahoma City Thunder e depois passou por Houston Rockets, Sacramento Kings, New York Knicks, Los Angeles Clippers e Minnesota Timberwolves da NBA, pelo Tulsa 66ers da D-League e pela Tianjin Gold Lions da Associação Chinesa de Basquete.

## Primeiros anos
Cole David Aldrich nasceu em 31 de outubro de 1988, em Burnsville, Minnesota. Frequentou a Bloomington Jefferson High School em Bloomington, Minnesota.
Considerado um recruta de quatro estrelas pela Rivals.com, Aldrich foi listado como o 6° melhor Pivô e o 30° melhor jogador do país em 2007.

## Carreira na faculdade

### Primeiro ano

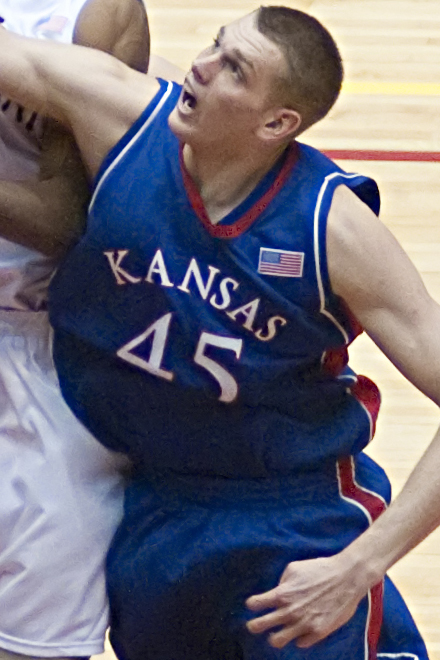
Cole Aldrich contra Universidade Estadual de Iowa em 24 de janeiro de 2009

Durante a temporada de 2007-08 em Kansas, a temporada de calouros de Aldrich, seu tempo de jogo foi limitado devido as estrelas da equipe: Darrell Arthur, Sasha Kaun e Darnell Jackson. Ele teve uma média de 2.8 pontos, 3.0 rebotes e 0.9 bloqueios na temporada regular.
O jogo mais crucial para Aldrich foi durante o Final Four entre Kansas e Carolina do Norte em 5 de abril de 2008, quando ele jogou apenas 16 minutos, mas conseguiu 8 rebotes, 7 pontos e 4 bloqueios, ajudando Kansas a ir para a Final Nacional da NCAA. Eles derrotaram o Memphis Tigers para ganhar seu primeiro título do Torneio da NCAA desde 1988.

### Segundo ano
Com a saída das estrelas para o Draft da NBA, Aldrich se tornou o principal jogador em segunda temporada. Nos 29 primeiros jogos, ele teve uma média de duplo-duplo com 15,1 pontos e 10,8 rebotes em 29,7 minutos de jogo.
Em 22 de março de 2009, Aldrich registrou o primeiro triplo-duplo oficial da história de Kansas com 13 pontos, 20 rebotes e 10 bloqueios em uma vitória de 60-43. Esse foi o segundo triplo-duplo na história da NCAA a incluir bloqueios, o outro foi feito por Shaquille O'Neal.
Nessa temporada, ele jogou 35 jogos e teve uma média de 14.9 pontos, 11.1 rebotes e 2.7 bloqueios em 29.6 minutos.

### Terceiro ano
Em sua última temporada em Kansas, ele jogou 36 jogos e teve uma média de 11.3 pontos, 9.8 rebotes e 3.5 bloqueios em 26.8 minutos. Ele terminou sua carreira universitária com 55-0 no Allen Fieldhouse, casa dos Jayhawks.
Em 29 de março de 2010, Aldrich anunciou que renunciaria à sua última temporada de elegibilidade colegiada e entraria no Draft da NBA de 2010.

## Carreira profissional

### Oklahoma City Thunder (2010–2012)
Ele foi selecionado pelo New Orleans Hornets com a 11° escolha geral e o negociou para o Oklahoma City Thunder. Em 6 de agosto de 2010, Aldrich assinou um contrato de dois anos com o Thunder com uma opção de renovação.
Em 24 de novembro de 2010, o Thunder designou Aldrich para o Tulsa 66ers da D-League.
Aldrich chegou às finais da NBA em 2012 com o Thunder, mas a equipe perdeu para o Miami Heat.
Em duas temporadas em Oklahoma, ele jogou 44 jogos e teve médias de 1.7 pontos e 1.9 rebotes em 7.2 minutos.

### Houston Rockets (2012-2013)
Em outubro de 2012, Aldrich, James Harden, Daequan Cook e Lazar Hayward foram negociados para o Houston Rockets por Kevin Martin, Jeremy Lamb e escolhas de draft.

### Sacramento Kings (2013)
Em 20 de fevereiro de 2013, Aldrich foi negociado, junto com Toney Douglas e Patrick Patterson, com o Sacramento Kings em troca de Francisco García, Thomas Robinson e Tyler Honeycutt.

### New York Knicks (2013-2015)
Em 24 de setembro de 2013, Aldrich assinou com o New York Knicks.
Ele teve seu primeiro duplo-duplo (12 pontos, 10 rebotes) em seu primeiro jogo como titular na NBA em 12 de março de 2014.
Em 11 de julho de 2014, Aldrich assinou novamente com os Knicks.
Em duas temporadas em New York, ele jogou 107 jogos e teve médias de 4.0 pontos e 4.4 rebotes em 12.2 minutos.

### Los Angeles Clippers (2015–2016)
Em 13 de julho de 2015, Aldrich assinou com o Los Angeles Clippers.
Em 13 de janeiro de 2016, com o titular DeAndre Jordan fora, Aldrich teve o seu melhor jogo da temporada com 19 pontos e 7 rebotes em uma vitória por 104-90 sobre o Miami Heat. Em 8 de abril de 2016, ele registrou 21 pontos e 18 rebotes em uma vitória de 102–99 sobre o Utah Jazz.
Em sua única temporada nos Clippers, ele jogou 60 jogos e teve médias de 5.5 pontos, 4.8 rebotes e 1.1 bloqueios em 13.3 minutos.

### Minnesota Timberwolves (2016–2018)
Em 13 de julho de 2016, Aldrich assinou um contrato de três anos e US $ 22 milhões com o Minnesota Timberwolves. Em 30 de junho de 2018, Aldrich foi dispensado pelos Timberwolves.
Em duas temporada em Minnesto, ele jogou 83 jogos e teve médias de 1.4 pontos e 2.1 rebotes em 7.0 minutos.
Em 18 de setembro de 2018, Aldrich assinou com o Atlanta Hawks, mas foi dispensado pelos Hawks em 2 de outubro de 2018.

### Tianjin Golden Lions (2018)
Em 10 de outubro de 2018, Aldrich assinou com o Tianjin Gold Lions da Associação Chinesa de Basquete.

## Estatísticas da NBA

### Temporada regular
| Ano      | Time          | PJ  | MPJ  | AP   | 3P | LL   | RT  | AS  | BR | TO  | PPJ |
| -------- | ------------- | --- | ---- | ---- | -- | ---- | --- | --- | -- | --- | --- |
| 2010–11  | Oklahoma City | 18  | 7.9  | .533 | –  | .500 | 1.9 | .2  | .3 | .4  | 1.0 |
| 2011–12  | Oklahoma City | 26  | 6.7  | .524 | –  | .929 | 1.8 | .1  | .3 | .6  | 2.2 |
| 2012–13  | Houston       | 30  | 7.1  | .535 | –  | .444 | 1.9 | .2  | .1 | .3  | 1.7 |
| 2012–13  | Sacramento    | 15  | 11.7 | .568 | –  | .727 | 4.2 | .2  | .1 | .9  | 3.3 |
| 2013–14  | New York      | 46  | 7.2  | .541 | –  | .867 | 2.8 | .3  | .2 | .7  | 2.0 |
| 2014–15  | New York      | 61  | 16.0 | .478 | –  | .781 | 5.5 | 1.2 | .6 | 1.1 | 5.5 |
| 2015–16  | L.A. Clippers | 60  | 13.3 | .596 | –  | .714 | 4.8 | .8  | .8 | 1.1 | 5.5 |
| 2016–17  | Minnesota     | 62  | 8.6  | .523 | –  | .682 | 2.5 | .4  | .4 | .4  | 1.7 |
| 2017–18  | Minnesota     | 21  | 2.3  | .333 | –  | .333 | .7  | .1  | .1 | .0  | 0.6 |
| Carreira | Carreira      | 339 | 10.0 | .527 | –  | .738 | 3.3 | .5  | .4 | .7  | 3.1 |

### Playoffs
| Ano      | Time          | PJ | MPJ  | AP   | 3P | LL   | RT  | AS | BR  | TO | PPJ |
| -------- | ------------- | -- | ---- | ---- | -- | ---- | --- | -- | --- | -- | --- |
| 2012     | Oklahoma City | 5  | 4.9  | .444 | –  | .500 | 2.6 | .0 | .0  | .0 | 2.0 |
| 2016     | L.A. Clippers | 6  | 12.8 | .667 | –  | .500 | 5.0 | .5 | 1.0 | .5 | 3.8 |
| Carreira | Carreira      | 11 | 9.2  | .583 | –  | .500 | 3.9 | .3 | .5  | .3 | 3.0 |

Fonte: